# Vassili Pashkewicz
Vassily Alexeievitch Pashkewicz também Pashkevicz ou Pashkewich (em russo: Василий Алексеевич Пашкевич ou Паскевич) (c.1742-20 de março de 1797 São Petersburgo) foi um compositor russo, cantor, violinista e professor, que viveu durante a época de Catarina, a Grande.

## Biografia
Vassily Pashkewicz começou a trabalhar na corte em 1756 tornando-se um compositor da corte do czar Pedro III da Rússia e, posteriormente, a sua viúva, Catarina II, a Grande. Ele também tocava violino e ensinou canto na Academia das Artes 1773-1774 e mais tarde na capela do corte. Entre 1780 e 1783 ele foi dirigiu o Teatro Karl Kniper e em 1789 ele se tornou o primeiro violino da orquestra da corte, permanecendo responsável pela música de salão imperial até à sua morte.
Pashkewicz escreveu importantes óperas cômicas (bufas), muitas vezes, os refazendo longamente, como "O Comércio das Bahia e São Petersburgo", iniciada em 1782 e revisada em 1792, e também "Como você vive, você será julgado".
A ópera cômica "O Avarento", um trabalho de 17 cenas trouxe mais sucesso. Seus papéis são: Scriagin, guardião do Liubima; Liubima, sua sobrinha; Milovid, seu amado, Marfa, a serva que Scriagin está apaixonado; Prolaz, servo Milovid é quem está em serviço de Scriagin. Assim o discurso e os nomes dos personagens da comédia de Molière foram transformadas em russo, assim como a música que combina algumas características da forma europeia, com melodias tipicamente russas.
Catarina II, tinha ambições literárias, e Pashkewicz foi convidado a compor a música de um de seus libretos de ópera para a seu própria apresentação na corte real. O resultado disso, foi a ópera "Fevey", foi encenada em 19 de abril de 1786 no Teatro Hermitage de São Petersburgo. A produção sofisticada da ópera evocou uma admiração generalizada. Apesar do sucesso do trabalho Pashkewicz durante seus anos servindo a czarina Catarina II, suas contribuições não foram apreciadas pelos herdeiros da Imperatriz, que encerraram os seus serviços e negaram-lhe uma pensão por aposentadoria.
Seu estilo é semelhante a ópera bufa italiana, mas ao contrário destas, as situações cômicas de suas obras são muitas vezes ofuscadas pela vaga cenas trágicas. Suas óperas são cheias de citações de canções populares, que mais tarde se tornariam uma das características mais importantes da grande ópera russa do século XIX.

## Óperas
A desgraça de ter um treinador (Несчастье от кареты - karety ot Neschastye, libreto de Yakov Knyazhnin de 1772?, 7 de novembro de 1779 São Petersburgo)
O Bazar de São Petersburgo (Санкт Петербургский Гостный Двор - Sankt Peterburgskiy Gostinyi Dvor, libreto de Mikhail Matinsky 1782 St. Petersburg), revisadas como, "Você vai ser conhecido pela maneira como você vive" (Как поживёшь, так и прослывёшь - Kak pozhivyosh, tak proslyvyosh i, 1792 St. Petersburg)
A carga não é pesado se ela é sua (Своя ноша не тянет - Svoya nosha ne tyanet, 1794)
Dois Antonios (Два Антона - DVA Antona 1804?)
O Avarento (Скупой - Skupoy, 1782?, Moscou, 1811? Yakov Knyazhnin depois de Molière)
Fevey (libreto de Catarina II, 19 de abril de 1786 São Petersburgo
O reinado de Oleg (Начальное управление Олега - Nachalnoye Upravleniye Olega, 2 d novembro de 1790 São Petersburgo) - juntamente com Giuseppe Sarti e o músico C. Cannobio Milanese
Fedul e seus filhos (Федул с детьми - Fedul s libreto, detmi pela imperatriz Catarina II, 27 de janeiro de 1791 São Petersburgo) - juntamente com Vicente Martín y Soler
O Paxá de Túnis (Паша Тунисский - Pasha tunisskiy, libreto de Mikhail Matinsky, 1782)
Romances
Canção (texto Gavrila Derzhavin)
Missas e outras obras litúrgicas.

## Citações
"Nunca vi nada mais diversificado e magnífico! Havia mais de 500 atores no palco para apenas um punhado de espectadores. Havia um máximo de 50 pessoas a ver a obra, e que foi causado pela Imperatriz restringir o acesso a ela, no Hermitage "(Um relato contemporâneo sobre a encenação da ópera" Fevey ")

## Discografia
```
    C10 06853-56. Pashkevich, Vasili. Скупой [A] Avarento (1781). Agronsky Vladimir.
    Orquestra de Câmara de Câmara do Teatro Musical de Moscou (gravado em 1978)
    URSS: Melodiya. estéreo.
    Produzido por Boris Pokrovsky
```

```
    Russkoe barokko - Zolotaya klassika (CD)
    Gravadora (s): RCD Music RCD 30649
    Ano de produção: 2003, Ano da gravação: 2003,
    Chamber Ensemble Barroco. Incluindo:
    Pashkewicz, Vassily. Overture à ópera 2:51 Fevey Allegro em Dó Maior
    Pashkewicz, Vassily. Aria da Czarina da ópera Fevey 2:56 (Libreto de Catarina II)
    Pashkewicz, Vassily. Overture à ópera Fedul s detmi 2:50 Allegro em Dó Maior
```